# Bistum Jixian
Das Bistum Jixian (lat.: Dioecesis Ueihoeivensis) ist ein römisch-katholisches Bistum mit Sitz in Anyang in der Volksrepublik China. Ihm gehören rund 50.000 Katholiken an.

## Geschichte
Papst Pius IX. gründete das Apostolische Vikariat Honan am 2. März 1844. Am 28. August 1882 wurde das Apostolische Vikariat geteilt in das Apostolische Vikariat Nordhonan und das Apostolische Vikariat Südhonan. Am 2. August 1929 nahm es den Namen „Apostolisches Vikariat Weihuifu“ an.
Am 7. Juli 1936 verlor es einen Teil seines Territoriums zugunsten der Gründung der Apostolischen Präfektur Xinxiang. Mit der Apostolischen Konstitution Quotidie Nos wurde es am 11. April 1946 zum Bistum erhoben.

## Ordinarien

### Apostolische Vikare von Honan
- Jean-Henri Baldus CM (2. März 1844–1865, dann Apostolischen Vikar von Jiangxi)
- Miguel Navarro OFM (8. April 1856 – 9. September 1877)
- Simeone Volonteri PIME (22. Juli 1873 – 28. August 1882)

### Apostolische Vikare von Nordhonan
- Simeone Volonteri PIME (28. August 1882 – 1. September 1882, dann Apostolischer Vikar von Südhonan)
- Stefano Scarella PIME (11. Dezember 1884 – 20. September 1902)
- Giovanni Menicatti PIME (12. September 1903 – Dezember 1920)
- Martino Chiolino PIME (23. Februar 1921 – 3. Dezember 1924)

### Apostolischer Vikar von Weihweifu
- Martino Chiolino PIME (3. Dezember 1924 – 7. Mai 1929)

### Bischof von Jixian
- Mario Civelli PIME (18. Juli 1946 – 2. Februar 1966)
- Sedisvakanz (2. Februar 1966 – 22. September 2018)
- Joseph Zhang Yinlin (am 4. August 2015 mit Zustimmung des Heiligen Stuhls zum Bischof geweiht und zum Koadjutor ernannt[2], seit 2016 Bischof der Chinesischen Katholisch-Patriotischen Vereinigung und seit dem 22. September 2018 auch mit Anerkennung durch Papst Franziskus)